# Robert Fuchs (jégkorongozó)
Robert „Fritz” Fuchs (Svájc, 1902. – ?) világbajnoki bronzérmes és Európa-bajnoki ezüstérmes svájci jégkorongozó.
Tagja volt a svájci válogatottnak az 1930-as jégkorong-világbajnokságon. Egy mérkőzésen játszott. Bronzérmesek lettek. Ez a világbajnokság Európa-bajnokságnak is számított és az európai csapatok között ezüstérmesek lettek.